# Illa Kolgúiev
L'Illa Kolgúiev, (en rus: остров Колгуев) és una illa russa, situada al sud-est del mar de Barents i al nord-est de la península de Kanin. Administrativament depèn del districte autònom de Nenètsia dins l'oblast d'Arkhànguelsk.
Aquesta illa es troba a uns 70 km del continent (del qual està separada per l'estret de Pomorski). Té una superfície d'uns 5200 km². Gairebé tota l'illa està coberta per tundra i té un relleu lleugerament muntanyós. El punt més alt és de 166 m. Les terres baixes són zones molt humides on hi abunden els rius i els llacs, el més gran és el llac Pestxanoie. Al nord hi ha torberes i turons morrènics coberts per vegetació característica de la tundra.

## Flora i fauna
La major part de la flora existent a l'illa és la característica de les regions àrtiques, subàrtiques i alpines, bàsicament s'hi pot trobar herba, molses, líquens, bedolls nans i algunes espècies de salzes, principalment vora els rius.

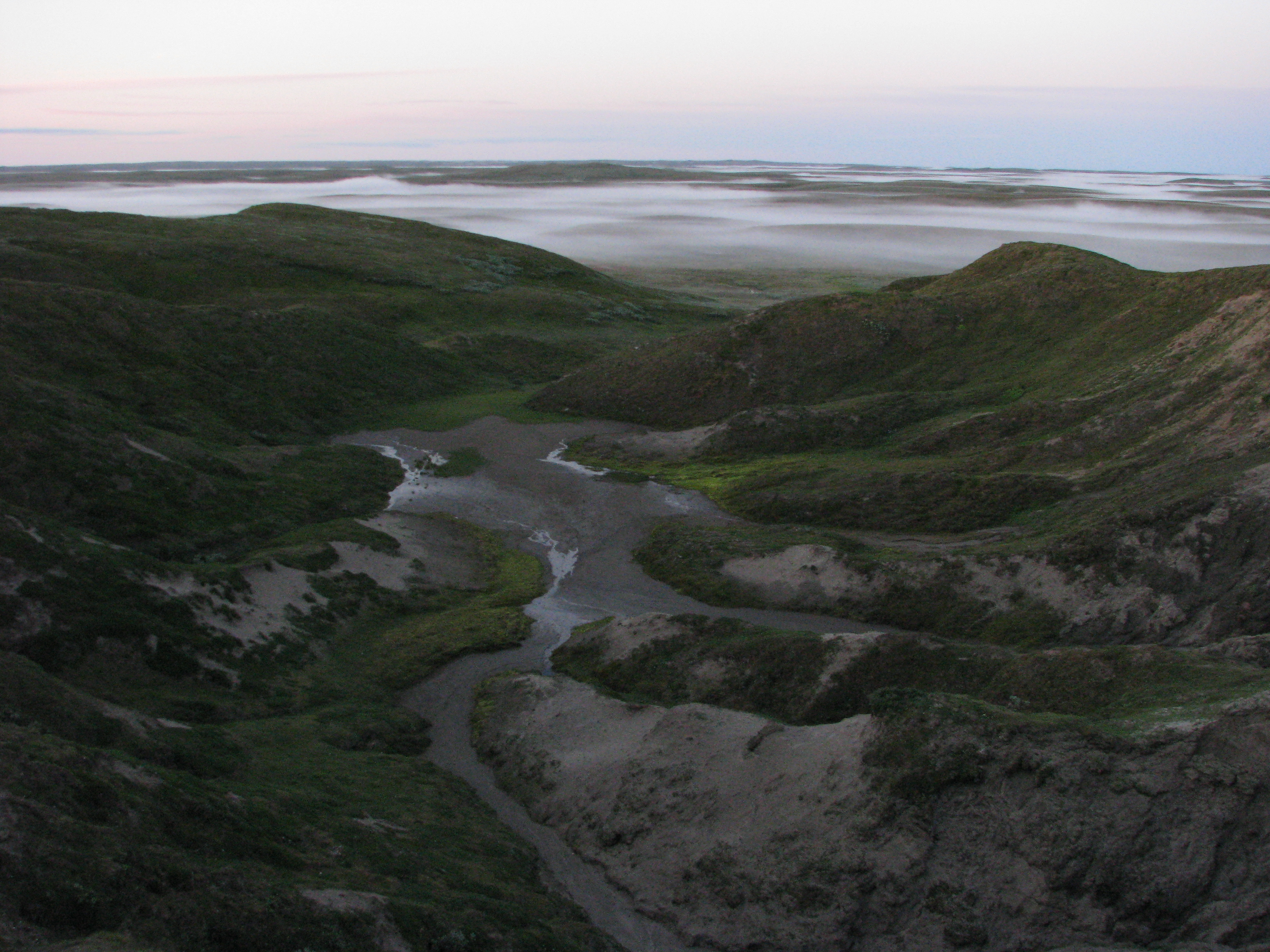
Kolgüiev

L'illa es caracteritza per una alta densitat d'aus aqüàtiques en comparació amb altres regions de l'Àrtida oest. L'absència de lèmmings i altres rosegadors, fa que hi hagi una baixa població de guineus àrtiques. En canvi, hi ha un alt nombre d'aus aqüàtiques d'entre les quals destaquen les oques amb més de 400.000 exemplars (oques rialleres petites i oques pradenques) també hi ha oques de galta blanca (entre 5.000 i 12.000 exemplars) i cignes petits de Bewick (entre 6.000 i 6.500 exemplars). També s'hi troba un gran nombre de perdius blanques, a més de falcons i escolopàcids. Mamífers marins com la foca ocel·lada, la foca barbuda, la foca de Groenlàndia i la morsa de l'Atlàntic habiten les aigües de la seva costa.

## Clima
El clima àrtic és moderat per la influència marina i per això és relativament suau, la temperatura mitjana al gener és de -12n.C i al juliol de 7 °C, tot i que en algunes ocasions s'ha arribat a temperatures força extremes. La precipitació anual és de 155 mm, principalment en forma de neu. A l'estiu bufa vent de nord-est i a l'hivern del sud-oest. A la segona meitat de setembre, comença a nevar i els llacs es comencen a congelar. Sovint hi ha boira i el cel es manté ennuvolat.

## Població
La població permanent és de menys de 500 persones. La majoria viuen a Bugrinó, al sud, a la costa de l'estret de Pomor. Hi ha russos, ucraïnesos i komis, però la majoria són nènets. La seva activitat principal és la pastura de rens, però també es dediquen a la pesca i a la caça de foques. Al nord hi ha la població de Severni, on hi ha una estació meteorològica i un far.
Una part de la població treballa al camp petrolífer que hi ha prop del llac Pestxanoie i es va renovant cada 52 dies.
L'illa es comunica amb el continent per mar i per aire. Un cop cada dues setmanes hi ha un vol regular en helicòpter que comunica Bugrinó amb Narian-Mar, centre administratiu de la regió autònoma de Nenètsia. El 2002 es va inaugurar un aeròdrom que durant tot l'any pot rebre avions mitjans de vols procedents de Múrmansk.

## Història
Segons alguns estudis arqueològics, els primers pobladors van arribar a l'illa de Kolgüiev aproximadament al segle ii El més probable és que vinguessin de terra ferma durant les migracions de les tribus, que van ser els avant-passats dels nènets actuals. La primera menció de l'illa va ser a les cròniques de Novgorod al s. X, tot i que llavors encara no tenia nom. El primer europeu que va descriure l'illa va ser el navegant anglès Hugh Willoughby, quan el rei Eduard VI el va enviar a buscar el pas del nord-est, des d'Europa cap a la Xina al 1553. En el viatge de tornada, dos dels vaixells de la seva expedició van quedar atrapats al gel i va morir tota la tripulació. El diari del capità Willoughby va ser trobat per uns pescadors russos un any més tard. Al s. XV l'illa va ser agregada al Gran Principat de Moscou. Al s. XVIII mercaders russos van fundar-hi una fàbrica per al comerç de pells, tot i que no s'hi estaven durant tot l'any, i en algunes ocasions van tenir conflictes amb els nènets.
A partir de 1940 es van començar a fer estudis científics a l'illa. I al 1954 Kolgüiev va ser inclosa al districte autònom de Nenètsia. A la dècada dels 70, a la part oriental de l'illa es va descobrir el camp petrolífer de Pestxanoozerskoie, i el 1980 se va començar a explotar, és el més septentrional del món.

## Informe de Trevor-Battye

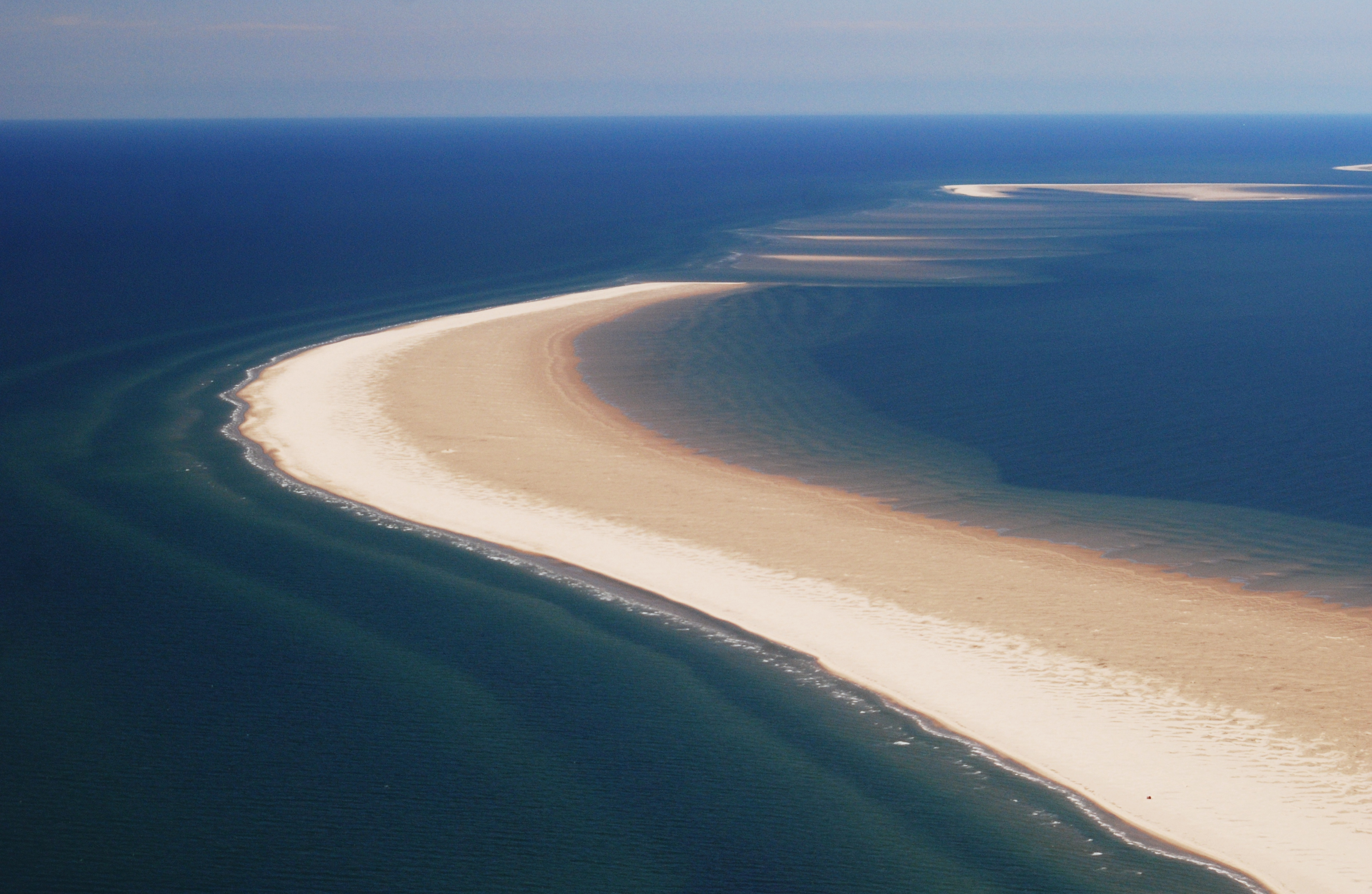
Llengües de sorra de l'illa Kolgüiev

L'illa va ser explorada el 1894 pel naturalista britànic Aubyn B. R. Trevor-Battye, va desembarcar al juny amb un ajudant, amb l'objectiu de passar un mes estudiant els animals salvatges de l'illa, especialment els ocells. A causa de problemes mecànics amb el vaixell i un malentès, es van haver de quedar a l'illa durant 12 setmanes. Va publicar un estudi de la història natural i la topografia de Kolgüiev : Ice-bound on Kolguev. El llibre inclou observacions dels nènets (ell els anomena samoiedes) que portaven els seus rens a l'illa per pasturar a l'estiu i també caçaven oques per comerciar a Rússia. Finalment Trevor-Battye va deixar l'illa amb aquests pastors de rens el setembre de 1894 i va haver de viatjar 1600 km des del riu Petxora fins a Arkhànguelsk. Va descriure el seu viatge al llibre A northern highway of the Tsar.